# Зчеплене успадкування
Зчеплене успадкування — феномен  скорельованого успадкування алелей генів, розташованих в одній хромосомі.
Повної кореляції не буває через процес кросинговеру, тому що зчеплені гени можуть розійтися по різних гаметах. Кросинговер спостерігається у вигляді розчеплення у потомства тих алелей генів і, відповідно, станів ознак, які були зчеплені у батьків.

## Закон зчепленого успадкування
Томас Морган, що відкрив це явище, сформулював закон зчепленого успадкування таким чином.
- Якщо гени перебувають в одній хромосомі, вони успадковуються разом, утворюючи групу зчеплення; Сумісне успадкування генів, розташованих в одній хромосомі, називається зчепленим успадкуванням.
- Кількість груп зчеплення відповідає гаплоїдному набору хромосом.
- Зчеплення генів може порушуватися внаслідок кросинговеру.
- Частота кросинговеру між двома генами прямо пропорційна відстані між ними, яка вимірюється в умовних одиницях — морганідах (відстань між генами, за якої кросинговер відбувається з частотою 1%;). Кількісно частота кросинговеру між даними генами дорівнює відсотку кросоверних особин, отриманих при аналізуючому схрещуванні, або відсотку кросоверних гамет, які утворює гетерозиготна батьківська особина.

## Кросинговер
Відстань між генами, розташованими в одній хромосомі, прямо пропорційна частоті кросинговеру між ними. За одиницю відстані прийнятий 1% кросинговеру (1 морганіда або 1 сантиморганіда). Чим далі гени перебувають один від одного в хромосомі, тим частіше між ними буде відбуватися кросинговер. Максимальна відстань між генами, розташованими в одній хромосомі, може дорівнювати 49 сантиморганідам.
Завдяки кросинговеру в живих організмів збільшується кількість генетичних рекомбінацій.
Хоча частота кросинговеру між різними парами зчеплених генів є величиною відносно сталою, на неї можуть впливати деякі чинники зовнішнього і внутрішнього середовища (хромосомні мутації, які ускладнюють або унеможливлюють перехрест хромосом, занадто висока чи низька температура, рентгенівське опромінення, деякі хімічні сполуки тощо). У деяких видів організмів виявлено залежність частоти кросинговеру від віку (наприклад, у дрозофіли) або статі (миші, кури).
Спостереження, проведені  Томасом Морганом, показали, що ймовірність кросинговеру між різними парами генів різна. Звідси з'явилася ідея створити генетичні карти хромосом, де зображене взаємне розташування різних генів, на підставі частот кросинговеру між різними генами. Першу генну карту побудував студент Моргана, Альфред Стертевант, у 1913 році на прикладі Drosophila melanogaster.
Створення генетичних карт людського геному завершено, що дозволить виявляти та певним чином маніпулювати з патологічними генами, відповідальними за появу спадкових захворювань.